# Krystyna Hołderna-Natkaniec
Krystyna Zofia Hołderna-Natkaniec (ur. 1946, zm. 21 lipca 2019) – polska fizyk, profesor nauk fizycznych. Specjalizowała się w spektroskopii NMR. Nauczyciel akademicki Uniwersytetu im. Adama Mickiewicza w Poznaniu.

## Życiorys
Absolwentka Liceum Ogólnokształcącego im. Powstańców Wielkopolskich w Środzie Wielkopolskiej (rocznik 1963). Studia z fizyki ukończyła na poznańskim UAM w 1968 (praca magisterska: Badanie polikrystalicznych ferroelektryków metodą jądrowego rezonansu paramagnetycznego). Doktoryzowała się w 1977 na podstawie pracy pt. Badania wpływu wysokiego ciśnienia hydrostatycznego na dynamikę wód krystalizacyjnych Soli Seignett´a. Habilitację uzyskała w 1988 na podstawie rozprawy Badanie wpływu ciśnienia hydrostatycznego na dynamikę wewnętrzną d-kamfory, dl-kamfenu, dl-izoborneolu i dl-borneolu. W 1995 awansowała na profesora nadzwyczajnego a w 2011 – profesora zwyczajnego. Tytuł naukowy profesora nauk fizycznych został jej nadany w 2010 roku.
Na Wydziale Fizyki UAM pracowała jako profesor i kierownik (2006-2016) w Zakładzie Fizyki Wysokich Ciśnień (na emeryturę przeszła w 2016). Prowadziła zajęcia m.in. z elektryczności i magnetyzmu. Od 1987 pracowała także naukowo w Laboratorium Fizyki Neutronowej w rosyjskim Zjednoczonym Instytucie Badań Jądrowych.
Swoje prace publikowała m.in. w „Chemical Physics", „Acta Physica Polonica" oraz w „Journal of Chemical Physics". Była członkiem Polskiego Towarzystwa Fizycznego.